# Jedlinka
Jedlinka es un municipio del distrito de Bardejov en la región de Prešov, Eslovaquia, con una población estimada a final del año 2024 de 85 habitantes.
Se encuentra ubicado en el centro-norte de la región, cerca del río Topľa (cuenca hidrográfica del río Tisza) y de la frontera con Polonia.

## Demografía
| Año        | 1994 | 2004     | 2014     | 2024    |
| ---------- | ---- | -------- | -------- | ------- |
| Población  | 107  | 80       | 89       | 85      |
| Diferencia |      | −25,23 % | +11,25 % | −4,49 % |

| Año        | 2023 | 2024    |
| ---------- | ---- | ------- |
| Población  | 83   | 85      |
| Diferencia |      | +2,40 % |